# Arthur Russell (1825-1892)
Lord Arthur John Edward Russell (13 juin 1825 – 4 avril 1892) est un homme politique britannique du Parti Libéral.

## Biographie
Il est né à Londres le 13 juin 1825, le deuxième des trois fils du Major-Général Georges Russell et Elizabeth Anne Rawdon, fille de l'Honorable John Theophilus Rawdon, lui-même second fils du 1er comte de Moira. Son frère aîné est Francis, plus tard, 9e duc de Bedford et de son jeune frère est Odo Russell (1er baron Ampthill).
Il fait ses études en Allemagne de 1849 à 1854, il est Secrétaire privé de son oncle, le Premier Ministre Libéral, John Russell (1er comte Russell). Entre 1857 et 1885, il siège comme député pour Tavistock. Il ne parle que rarement aux Communes, sauf une fois, en réponse à une attaque sur son frère Odo.
Le 25 septembre 1865, Russell épouse Laura de Peyronnet, fille de Paul-Louis Jules, comte de Peyronnet. Ils ont six enfants, Harold Russell, Flora Russell, le diplomate Sir Claud Russell, Caroline Russell, le major Gilbert Russell et Conrad Russell.
Il est élevé au rang de fils de duc le 25 juin 1872 et est alors connu comme Lord Arthur Russell.
Il est un grand clubman et appartient à Brooks, l'Athénée, le Cosmopolite, le Grillion, le Literary Club et la société de Métaphysique. Il est membre du Sénat de l'Université de Londres de 1875 à sa mort.
Russell est décédé le 4 avril 1892, à 2 Audley Square, à Londres, et est enterré dans le Cimetière de Brompton, à Londres. Il existe un monument pour lui dans la Chapelle Bedford à l'Église Saint-michel, Chenies.